# Iviers
Iviers es una comuna francesa situada en el departamento de Aisne, de la región de Alta Francia.

## Geografía
Está ubicada a 18 km al este de Vervins.

## Demografía
| 285 | 265 | 228 | 210 | 195 | 172 | 210 | 223 |
| Para los censos de 1962 a 1999 la población legal corresponde a la población sin duplicidades (Fuente: INSEE [Consultar]) |     |     |     |     |     |     |     |